# Det ekonomiska tänkandets historia

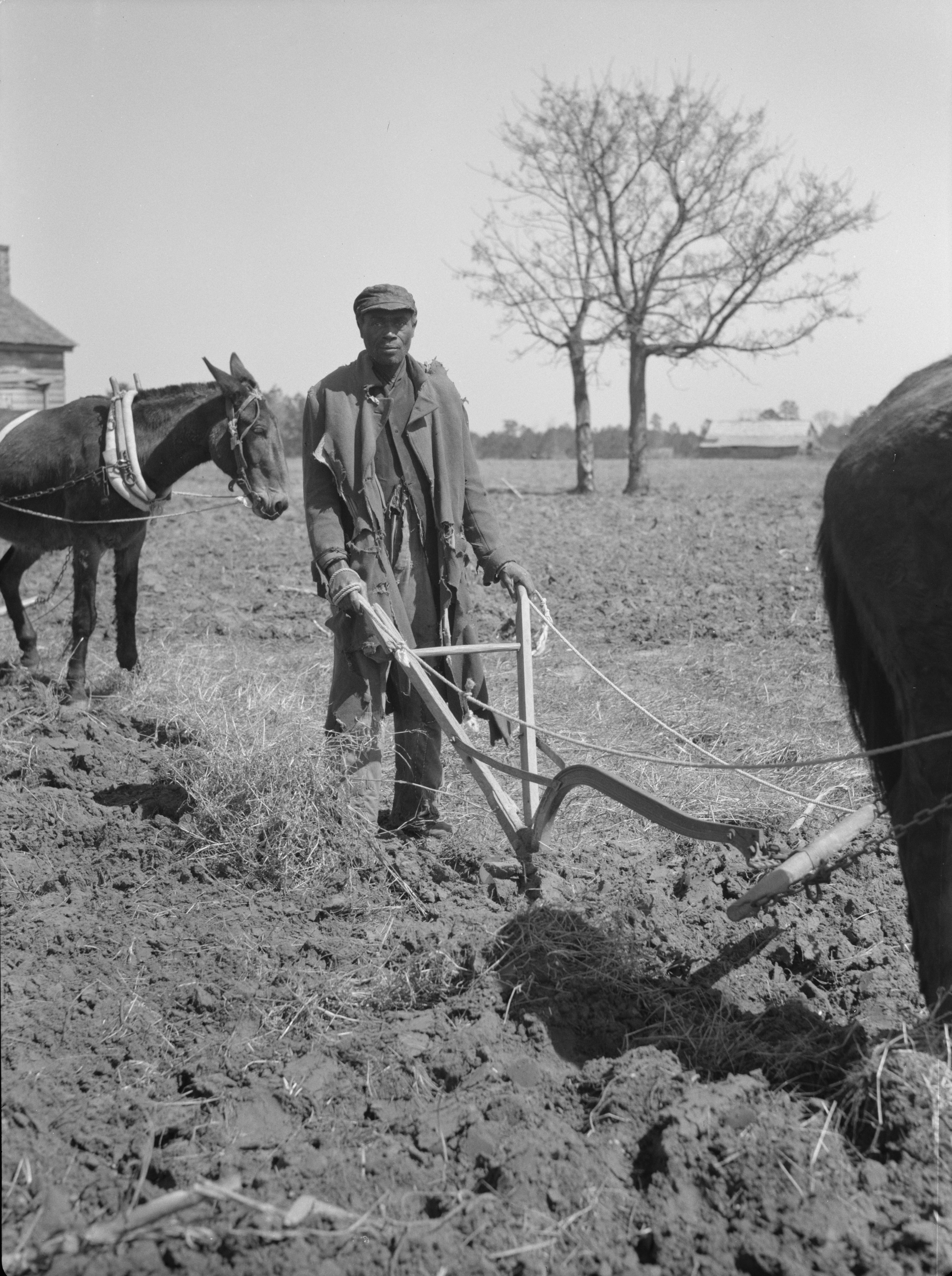
Plogen är ett jordbruksredskap som länge har spelat en central roll i ekonomins utveckling.

Det ekonomiska tänkandets historia (eller ekonomisk doktrinhistoria) omfattar tänkare och teoribildning inom det ekonomiska området från antiken till nutid. De äldsta skriftliga källorna till ekonomiskt tänkande som finns, en del assyriska texter, härstammar från drygt 4 000 år sedan.
I Västerlandet hade kristendomen ett stort inflytande gällande hur resurser förvaltades. Bibeln förbjuder upptagande av ränta och innehåller passager med strikta regler angående arbetsmoral. Bibeln skulle komma att ha en långvarig inverkan på det tänkandet angående hur resurser bäst skulle förvaltas; skolastikerna stödde sig på Bibeln som den slutgiltiga och ovedersägliga källan till rätt och fel under medeltiden.
Under 1500- och 1600-talen luckrades skolastiken gradvis upp och merkantilismen trädde in på arenan. Den var egentligen ingen sammanhållen skola i ekonomiskt tänkande men senare historiker identifierade en rad karaktäriserande drag för perioden och benämnde dessa "merkantilism". Merkantilismen kännetecknades framför allt av en förskjutning av etiska frågeställningar rörande rättvisa inom ekonomin till förmån för materiella framsteg.
Med den skotske filosofen Adam Smith kom nationalekonomin mot slutet av 1700-talet att bli ett akademiskt ämne och förändrades i sina grundvalar. Smiths Nationernas välstånd lade grunden till nationalekonomin varifrån senare tänkare utgick. Smith hade dels efterträdare som främst sökte utveckla hans egna tankebanor, men även kritiker som presenterade radikalt annorlunda teorier. Bland dessa återfinns den tyske ekonomikritikern och filosofen Karl Marx som i sitt huvudverk Kapitalet. Kritik av den politiska ekonomin lade fram sin egen ekonomikritik gällande det historiskt specifika, kapitalistiska produktionssättet.
Den moderna nationalekonomin såg sin gryning under 1870-talet då den neoklassiska skolan grundades. Under 1900-talet har det ekonomiska tänkandet karaktäriserats av ökad specialisering. Bland historiska och aktuella ekonomiska skolor märks keynesianism, Stockholmsskolan, institutionalism, monetarism och den österrikiska skolan.

## Tidigt ekonomiskt tänkande
Den politiska ekonomin professionaliserades på allvar i och med publicerandet av den skotske moralfilosofen Adam Smiths verk Nationernas välstånd 1776. Ekonomiskt tänkande hade emellertid förekommit långt innan detta skedde, med början hos den assyriska civilisationen.

### Assyrien
De gamla assyriska skrifter som återfunnits talar om åsnekaravaner mellan Assur till Kanesh i Anatolien. Det var transporter av tenn med kvantiteter uppemot 80 ton, vilka transporterades från Assyrien till Kanesh; man påtalar också att Assur hade monopol på Hettiternas tennimport runt 2000 f.Kr. Vidare började man här använda sig av investeringar i "säckar" ett slags aktiesystem där man fick tillbaka av vinsten i proportion till vad man satsat. Denna relativt moderna organisation och dess terminologi vittnar enligt Bonniers världshistoria om en tidig förhistoria med rötter eventuellt så långt tillbaka som den akkadiska tiden. Man talar även om andra ekonomiska och handelsinriktade termer som var i bruk - handelssläkter, kolonier, vinster, växelkurser, marknadspriser, export, import, fraktsedlar, löner, smuggling, tullar, myndigheter, böter, pengar, bytesvaror, och så vidare. Man försökte maximera vinsterna samtidigt som man gjorde inköpen så rationella och billiga som möjligt, allt under ett noggrant iakttagande av marknadspriserna.

### Antikens Grekland
Den grekiska civilisationens inflytande på ekonomiämnet märks redan i termen "ekonomi" som kommer från gammalgrekiskans "oikonomia" som betyder ungefär "hushållning" eller "förvaltning". De mest betydelsefulla antika grekiska författarna inom det ekonomiska området är Platon, Aristoteles och Xenofon, alla från runt 300-talet f.Kr. Platons ekonomiska tänkande återfinns främst i hans verk Staten där han berör ämnen som arbetsfördelning och specialisering. Här följer ett utdrag från en del av dialogen mellan Sokrates och Adeimantos ur Staten:
| ”                            | – Säg mig nu – när blir ett arbete bäst utfört: om en och samma person sysslar med många yrken, eller när var och en håller sig till sitt eget? – När var och en håller sig till sitt eget. | „ |
| – Platon, Staten, s. 369-370 | |   |

Poängen i Platons resonemang är att en god arbetsfördelning leder till högre effektivitet vilket är alla till godo inom samhället. Om man delar på arbetet och alla specialiserar sig på den syssla som de själva har bäst förutsättningar för så ökar den materiella rikedomen för alla.
Aristoteles analyserar andra ekonomiska frågor, som priser och värden, pengar och utbyten. Hans tankar finns samlade i de två verken Politiken och Etiken. Till skillnad från Platon så favoriserade Aristoteles privat ägande, vilket enligt honom dels var mer effektivt och dels tillät individer att utveckla sina dygder, som förtänksamt egenintresse och ansvarstagande, på ett sätt som kollektivt ägande inte gjorde. Aristoteles skilde mellan naturliga och onaturliga byten. De onaturliga bytena var sådana där pengar var involverade, men han accepterade ändå dessa som nödvändiga. Någonting som han inte såg som nödvändigt utan som någonting ont var penningutlåning och räntetagande. Detta var det mest onaturliga av alla tänkbara sätt att skaffa sig tillgångar. Det ligger inte i pengars natur att föröka sig, de finns till endast för att fungera som bytesmedel.
Xenofons tankar om ekonomi återfinns i hans Cyrupedin där han resonerar kring marknadens storleks betydelse för specialiseringen. Han pekar på att ju större ett samhälle är, desto större är även arbetsfördelningen.

### Bibeln och skolastikerna
I likhet med Aristoteles vänder sig vissa av Bibelns författare explicit mot upptagande av ränta. I Femte Moseboken 23:19 står det "Du skall icke taga ränta av din broder, varken på penningar eller på livsmedel eller på något annat varpå ränta kan tagas." Arbetsmoral behandlas i Andra Moseboken 20:9-10: "Sex dagar skall du arbeta och förrätta alla dina sysslor; men den sjunde dagen är Herren din Guds sabbat; då skall du inga sysslor förrätta..."
Även knapphetens problem behandlas i Bibeln. Flera lösningar föreskrivs, bland annat tron (Andra Moseboken, kapitel 17) och sökandet efter Guds rike (Matteus 6:31-33). En tredje lösning är den att lyda lagen: "Så håll nu de bud och stadgar och rätter som jag i dag giver dig, och gör efter dem. Om I nu hören dessa rätter och hållen dem och gören efter dem, så skall HERREN din Gud, till lön därför låta sitt förbund och sin nåd bestå, vad han med ed lovade dina fäder. Han skall då älska dig och välsigna dig och föröka dig; han skall välsigna ditt livs frukt och din marks frukt, din säd, ditt vin och din olja, dina fäkreaturs avföda och din småboskaps avel i det land som han med ed har lovat dina fäder att giva dig" (Femte Moseboken 7:11-13).
Skolastiken, som hade som en av sina huvudsakliga rättesnören Bibeln, hade sin högperiod under 1200-talet och Thomas av Aquino som sin mest välkända företrädare. Skolastikerna behandlade ekonomiska frågor ur ett filosofiskt och teologiskt perspektiv. Förutom Bibeln var både Aristoteles (som kort och gott kallades "Filosofen") och den romerska rätten två auktoriteter inom dessa och andra frågor. Ett nyckelbegrepp inom den skolastiska ekonomin är det om det "rättvisa priset". Detta uttryck förekom redan i Aristoteles skrifter och skolastikerna tolkade det som synonymt med vad vi idag skulle kalla det pris som uppstår vid perfekt jämvikt under en fri marknad.

### Islamisk ekonomi
Koranen (profeten Muhammeds uppenbarelser) och Sunna (berättelser om Muhammeds åsikter, tankegångar och beteende) ligger till grund för islam. Förståelsen för islamisk ekonomi tar sin utgångspunkt i dessa skrifter, och muslimers tolkningar av dem. De flesta religioner innehåller ekonomiska påbud som under vissa perioder har tagits stor hänsyn till, men idag är denna koppling allra starkast inom islam. Islam skiljer sig från vissa delar av kristendomen vad gäller synen på materiellt välstånd. Medan vissa kristna inriktningar hyllar det asketiska livet och celibatet finns det ingen motsättning mellan andliga och materiella strävanden inom islam, så länge som det materiella strävandet inte inkräktar på moralen. Tvärtom uppmuntras varje troende att söka framgång inom båda dessa områden. Bland annat följande utdrag ur Koranen hänvisas till i frågan:
"Och när bönen är slut, så spriden eder på jorden och söken skaffa eder något av Guds ynnest och åkallen honom träget, för den händelse I månden varda lyckliga" (Koranen. Zettersténs översättning. Stockholm 1979. Sura 62: 10).

#### Ibn Khaldun
Khaldoun var en arabisk filosof som formulerade civilisationernas historia. I sin avhandling behandlar han arbetskraftens specialisering och pengarnas värde som ett växlingsmedel och inte att de har ett inneboende värde. Hans idéer om skatter liknade en slående likhet med makroekonomi. Lafferkurvan visar att utöver en viss punkt avskräcker högre skatter produktion och faktiskt får intäkter att falla.

#### Muhammad Umar Chapra
En modern muslim, Dr. Muhammad Umar Chapra, anser att islams ekonomiska system har det som både kapitalismen och socialismen saknar: syntesen mellan materiellt och andligt. Avsaknad av denna syntes leder enligt honom till kriminalitet, alkoholism, sexuell otrohet, skilsmässor, psykiska sjukdomar och självmord.
Inom islam bekräftas privat äganderätt, men med vissa förbehåll. Hur dessa förbehåll ser ut varierar beroende på vem man frågar. Enligt en av islams mest betydelsefulla moderna ideologiska uttolkare, Abul A'la Mawdudi, kan naturresurser som alla människor kan använda direkt inte beslagtas av privata händer. Vattnet, träden, frukter, djur och mineraler har alla rätt att fritt använda utifrån behov. Oanvänd mark får inte behållas mer än tre år. Enligt Chapra går även individens sociala ansvar gentemot sina medmänniskor före dennes frihet. Chapra identifierar två grundläggande skillnader mellan islam och den kapitalistiska ekonomin. För det första förvaltar människan endast Guds egendom; allting tillhör i slutändan Gud. För det andra innebär det faktum att det är Gud som är ägaren att hans tillgångar måste förvaltas enligt hans vilja. Denna vilja uttrycks av de villkor som slås fast i Koranen och Sunna och den därtill sammanhörande lagstiftningen.

En av islams fem grundpelare är den religiösa skatten zakat, som är en avgift som betalas en gång om året. Denna allmoseskatt fördelas sedan till de fattiga i samhället. Förenklat kan man säga att 2,5 procent av ens inkomst och kapital årligen gick till de fattiga. Detta är historiskt sett relativt ovanligt, eftersom det de facto utgör en form av förmögenhetsskatt. Fördelningen har i historien inte bara getts till muslimer, utan även kristna och judar. Ingmar Karlsson har påpekat att denna form av socialförsäkringssystem inte skulle komma till Europa förrän efter långt över 1 000 år. Ett annat karaktäristiskt drag hos islamsk ekonomi är förbudet mot ränteupptagning:
"Men de, som leva av ocker, skola stå upp på samma sätt som den Satan slår med galenskap, och detta därför att de säga: Köpenskap är detsamma som ocker. Men Gud tillåter köpenskapen och förbjuder ockret." (Koranen 2: 276)
 Detta ockerförbud har tolkats på olika sätt. Enligt en del ska det uppfattas som ett allmänt ränteförbud, men andra menar att det endast förbjuder upptagande av orimligt hög ränta i situationer där den ena parten befinner sig i underläge.

## Merkantilismen

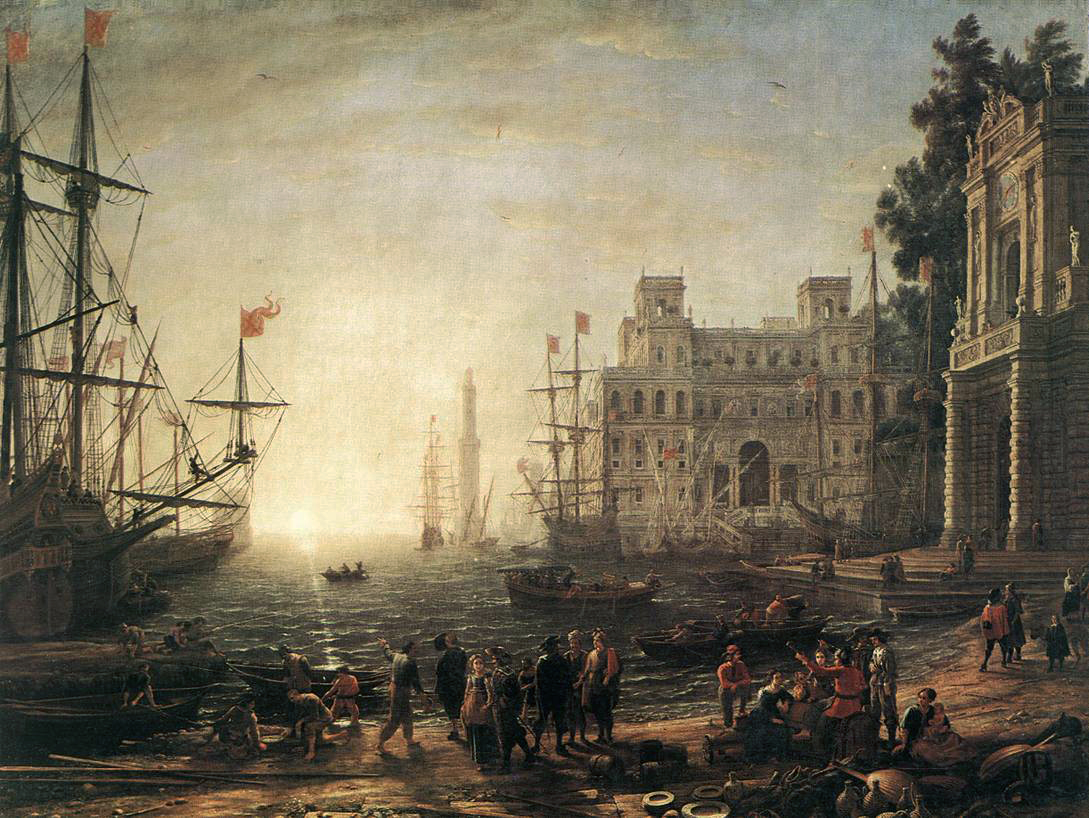
En tavla av en fransk sjöhamn från 1638, vid merkantilismens höjdpunkt.

Merkantilism växte fram när Europas feodalherrar tappade makt till nationalstaterna. I merkantilism betraktade man staten som en ekonomisk enhet och sörjde för att tillgångarna skulle stanna inom gränserna. Merkantilismen var ingen sammanhållen ekonomisk teori utan snarare en tendens bland ekonomer under 1500- till 1700-talet, med betoning på handelsbalansen och den ekonomiska utvecklingen. Dagens moderna huvudverk om merkantilismen är författat av ekonomen Eli Heckscher som bland annat belyste enhetssystemet (staten skulle utgöra en självständig ekonomisk enhet varför centralisering var någonting positivt), vikten av statens makt och välstånd, vikten av att staten skyddar sin inhemska industri genom lämpliga tullar samt merkantilisternas penningsyn som i korthet gick ut på att pengar och ädelmetaller var måttet på en stats rikedom och att det var viktigt att dessa cirkulerade i samhället, snarare än att samlas på hög till ingen nytta.
De merkantilistiska författarna pekade alltså på vikten av ekonomisk centralisering. Vid tiden för merkantilismens uppkomst bestod den ekonomiska världen till stor del av djup splittring och decentralisering. Det existerade visserligen större riken men i verkligheten utgjordes dessa av en rad mindre självständiga ekonomiska enheter med egna skattesystem och tullar. Som en reaktion mot detta propagerade merkantilisterna för en enad stat som stod över alla mindre enheter. Målet för staten skulle vara att berika sig och skaffa sig större makt, på bekostnad av andra stater. Skyddsystemet, det vill säga skyddandet av den egna industrin genom höga importtullar, sågs som ett viktigt medel för att nå dessa mål. Man förespråkade en minimal import och en så hög export som möjligt. Allra helst skulle de exporterade varorna utbetalas i ädelmetaller som guld och silver.

### Thomas More

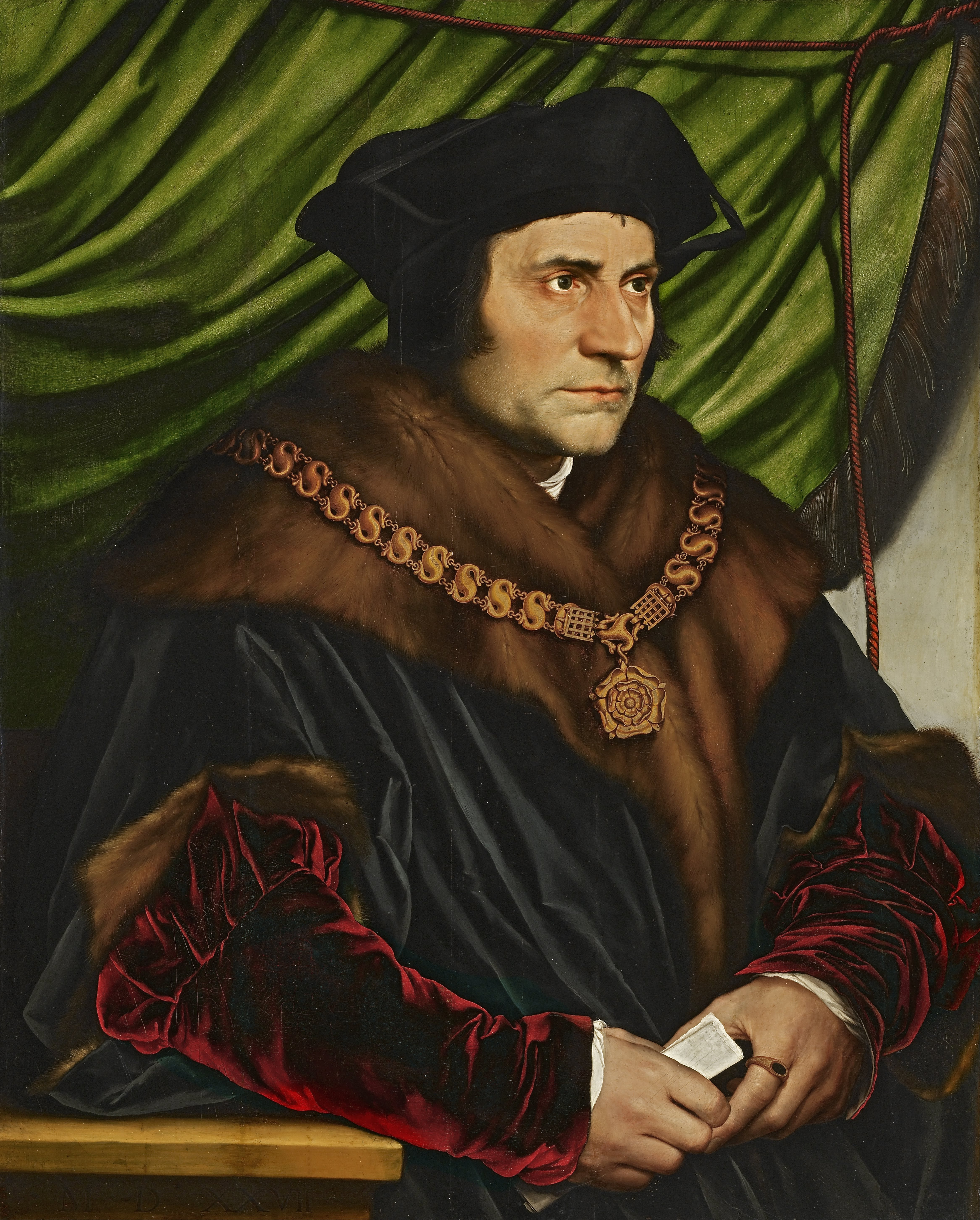
Sir Thomas More

Thomas More (1478-1535) publicerade boken Utopia 1516 som var en svidande kritik av det engelska samhället under Henrik VIII. Markägarna drev bort bönderna från bördiga åkrar, som blev betesmark för får. Pengar blev den härskande makten i det nya samhället. Boken beskriver ett idealsamhälle där, mark ägs gemensamt och det finns utbildning för alla och religiös tolerans.

### Thomas Mun
Thomas Mun (1571-1641) formulerade tanken på följande vis i sitt verk England's Treasure by Forraign Trade från 1630: "Det vanliga sättet att öka vår rikedom är därför med utrikeshandel, och vi måste alltid följa regeln att årligen sälja mer till utlänningarna än värdet av det vi konsumerar av deras produkter." Denna tanke modifieras delvis i slutet av merkantilismens era, då man började uppskatta fördelarna med "internationell arbetsfördelning" samt reagerade mot det paradoxala med att alla stater bara skulle exportera.

## Fysiokratin
Fysiokraterna (från franska physiocrates, av grekiska physis 'natur' och kratea 'härska') var centrerade kring Frankrike. År 1756, det år då den mest framträdande fysiokraten, François Quesnay, publicerade sina första ekonomiska artiklar i Diderots och D'Alamberts Encyclopédie, brukar räknas om fysiokratins födelseår. Riktningen kan delvis ses som en reaktion mot merkantilismen. Ordet "fysiokrati" betyder ungefär "naturmakt" på grekiska vilket har att göra med att de trodde på en naturlig ordning för naturen och samhället, och uppvisade allmänt tydliga kopplingar till naturrättsfilosofin. De var långt mer avogt inställda till lagstiftning i ekonomiska sammanhang än merkantilisterna; detta ansågs strida mot den naturliga ordningen. Till den naturliga ordningen hörde också privat ägande och fysiokratin liknade på flera andra punkter den kommande liberala ekonomiska skolan, med tankar som liknade Adam Smiths välkända resonemang om den "osynliga handen".
Ett viktigt produktionsområdet för fysiokraterna var jordbruket. Man ansåg att det var det enda som kunde ge ett positivt nettoresultat. Tanken var att alla näringar förutom jordbruket endast modifierade råmaterial utan att någonting mer än de ingående delarna uppstod som produktionsresultat. Det var endast jordbruket som gav upphov till någonting utöver det redan investerade. För att detta skulle vara möjligt krävdes det enligt fysiokraterna att man såg till att jordbrukarna försågs med tillräckligt realkapital. Tanken illustreras bäst i Quesnays ekonomitabell, Tableau économique, som av vissa har setts som föregångare till bland annat dagens input-output-analys. Quesnay visade i flera enkla tabeller hur förhållandet mellan de olika samhällsklasserna ser ut. De produktiva producerar mer än de konsumerar, de sterilas produktion är lika stor som deras konsumtion medan jordägarna inte producerar någonting men konsumerar de produktivas överskott.

## Den klassiska nationalekonomin
Klassisk nationalekonomi betraktas allmänt som den första moderna skolan i ekonomiskt tänkande. Dess mest betydande teoretiker var Adam Smith, David Ricardo, Jean-Baptiste Say, Thomas Malthus och John Stuart Mill. Ibland vidgas definitionen av klassisk ekonomi och inkluderar då även William Petty, Johann Heinrich von Thünen och Karl Marx. Publiceringen av Adam Smiths Nationernas välstånd (The Wealth of Nations) 1776 anses allmänt utgöra startpunkten för den klassiska nationalekonomin. Skolan var aktiv intill mitten av 1800-talet och efterföljdes av  neoklassisk nationalekonomi i Storbritannien runt 1870.
De klassiska nationalekonomerna försökte, och lyckades delvis enligt moderna ekonomer, att förklara tillväxt och utveckling. De utvecklade sin "magnifika dynamik" under en period i vilken kapitalismen växte fram från ett feodalt samhälle och i vilken den industriella revolutionen ledde till omfattande förändringar i samhällslivet. Dessa förändringar väckte också frågan om hur ett samhälle kunde organiseras kring ett system i vilket varje individ främst sökte största möjliga egna ekonomiska vinning.
De klassiska nationelekonomerna ledde om nationalekonomin från en analys av härskarens personliga intressen till ett klassbaserat intresse. Fysiokraten Quesnay och Adam Smith identifierade exempelvis en nations välstånd med den årliga inkomsten istället för att mäta kungens egna förmögenhet. Smith betraktade denna inkomst som ett resultat av arbete tillsammans med jord och kapital. När jord och kapital beviljas individerna så delas den nationella inkomsten upp mellan arbetare, jordägare och kapitalister i form av löner, hyra och ränta. Från fysiokraterna övertog de klassiska ekonomerna också tanken om att nästan alla människor handlar för att skaffa sig egna fördelar.

### Adam Smith

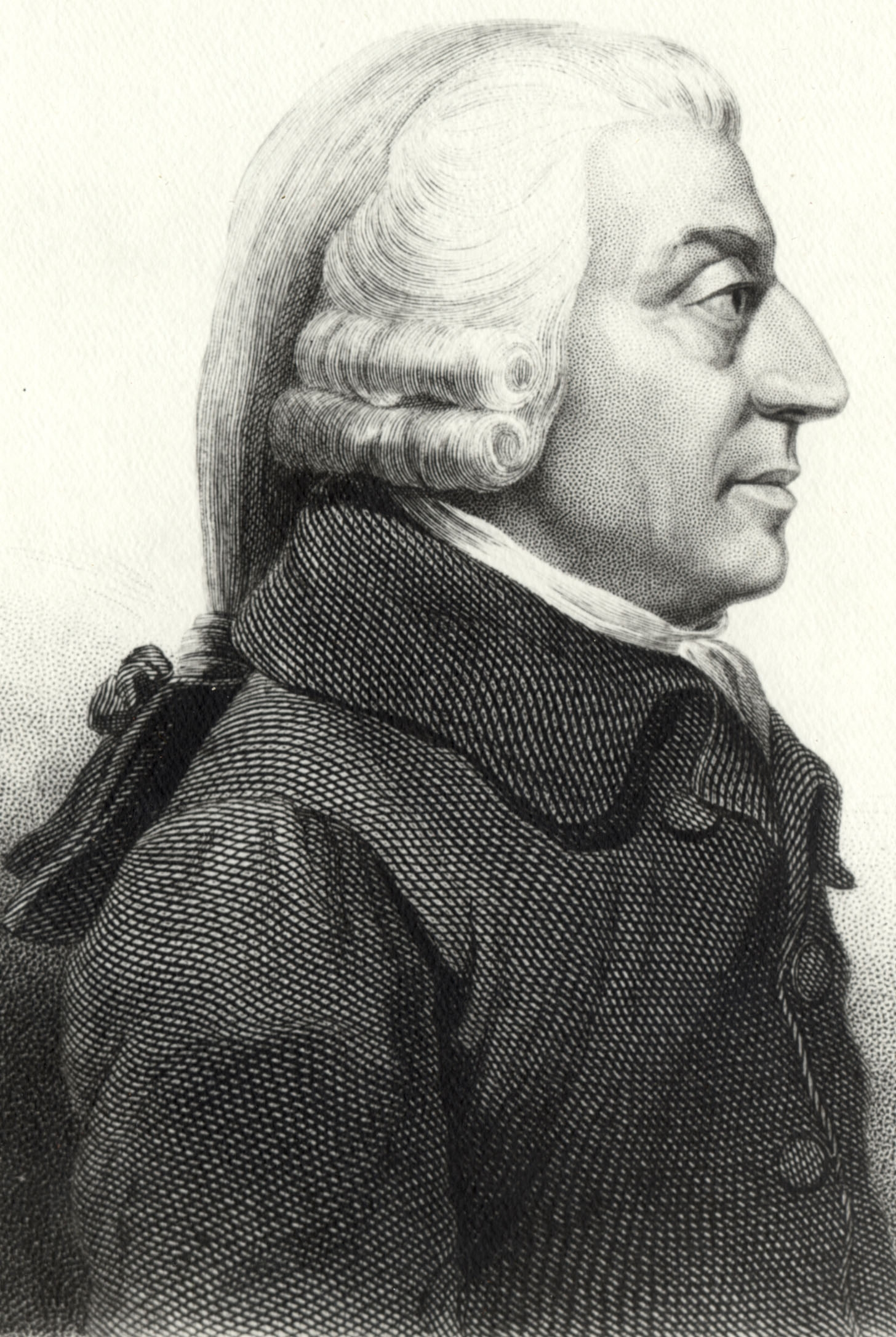
Adam Smith

Adam Smith (1723-1790) identifierade exempelvis en nations välstånd med den årliga inkomsten istället för att mäta kungens egna förmögenhet. Han betraktade denna inkomst som ett resultat av arbete tillsammans med jord och kapital. När jord och kapital beviljas individerna så delas den nationella inkomsten upp mellan arbetare, jordägare och kapitalister i form av löner, hyra och ränta. Från fysiokraterna övertog de klassiska ekonomerna också tanken om att nästan alla människor handlar för att skaffa sig egna fördelar. Smith visade att en människas egenintresse gynnar andra människor, och som en följd av detta föder han framstegstanken, det är möjligt att ha en kontinuerlig tillväxt, att ständigt göra hela samhället rikare.

### Jeremy Bentham

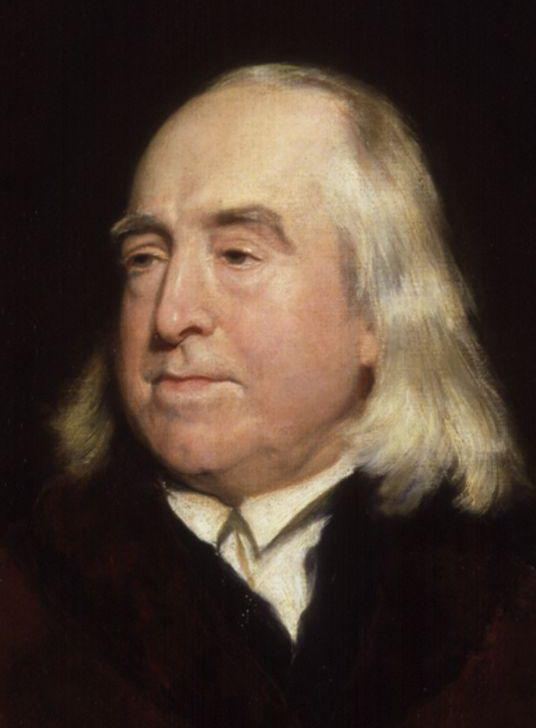
Jeremy Bentham

Jeremy Bentham (1748–1832) var kanske den mest radikala tänkaren i sin tid. Bentham var en ateist, en fängselsreformator, djurrättsaktivist, trodde på allmän rösträtt, yttrandefrihet, frihandel och sjukförsäkring i en tid då ingen argumentera för dessa idéer. I en introduktion till principerna om moral och lagstiftning (1789) redogjorde Bentham för sin teori om utilitarism.

### John Stuart Mill
John Stuart Mill (1806-1873) var filosof, parlamentsmedlem för Westminster och grundade socialliberalism. Mills bok Principles of Political Economy blev en viktig lärobok på universiteten ända till slutet av 1800-talet. Han var för yttrandefrihet och kvinnlig rösträtt.

### Henry George

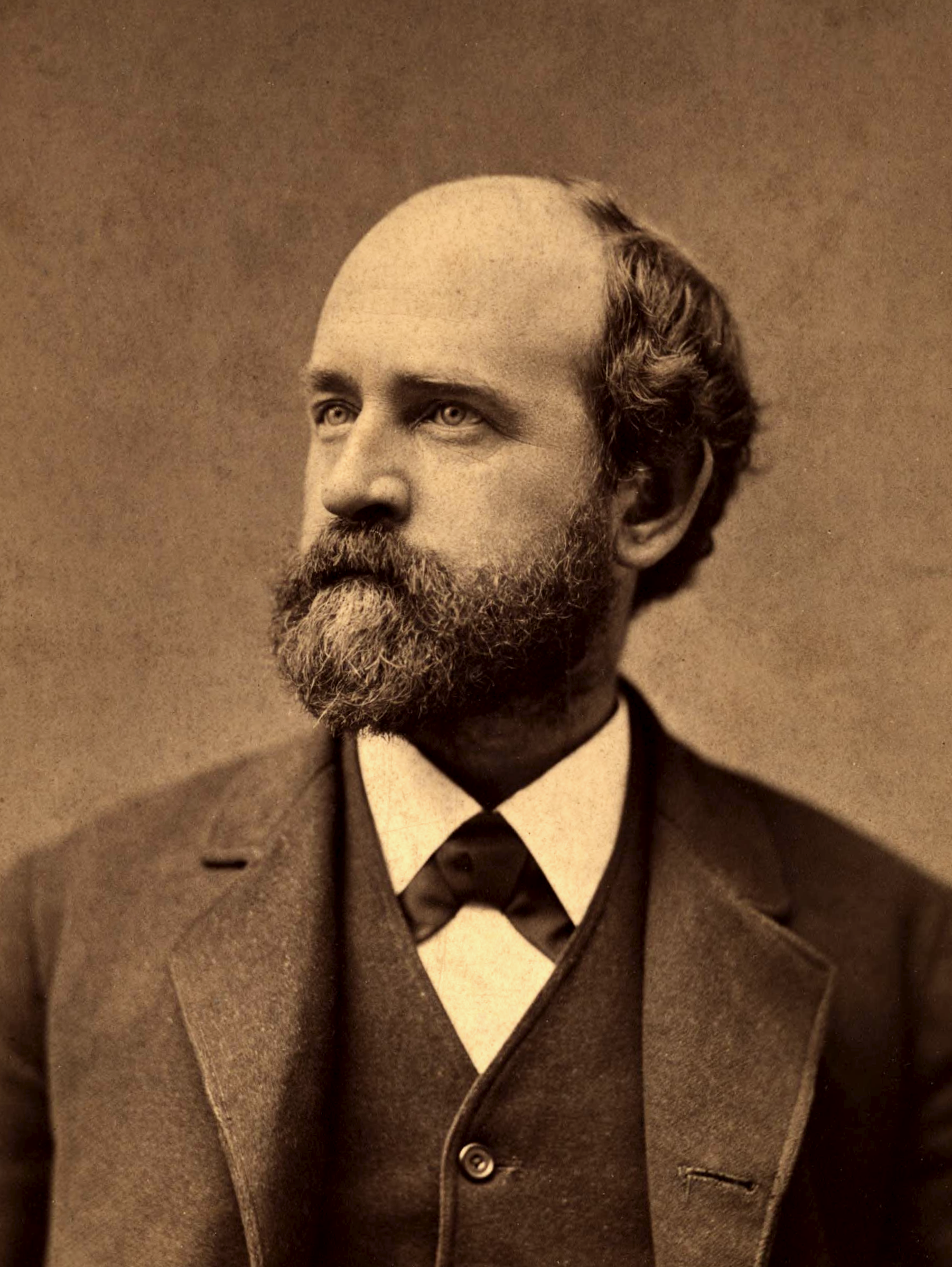
Henry George cirka 1880

Henry George (1839-1897) sägs vara den sista klassiska ekonomen och skrev boken Framåtskridandet och fattigdomen 1879. Boken utlöste en världsomspännande reformrörelse och markerade början på den progressiva eran. Georgismen minskade under andra hälften av 1900-talet när marxistiska och keynesianska neoklassiska skolor fick popularitet. Men det finns fortfarande aktiva georgistiska organisationer och markreformrörelser runt om i världen. Georgs idéer har införlivats i filosofierna om socialism, libertarianism och ekologisk ekonomi.

## Socialistiska betraktelsesätt
Ganska snart efter nationalekonomins utkristallisering som självständigt akademiskt ämne började personer från den nyfödda lönearbetande klassen kritisera klassikernas förklaring av ekonomin och tillämpade nya betraktelsesätt i ekonomiska frågor. Bland annat betonades behovet av reglering av ekonomin och krävde kollektivisering av produktionsmedel. Tidiga företrädare var Robert Owen, Charles Fourier. Den i särklass mest betydelsefulla av dessa nya betraktelsesätt formulerades av Karl Marx och Friedrich Engels i vad som senare skulle komma att kallas marxism. Förutom marxismen finns det tre andra huvudsakliga ekonomiska strömningar som dyker upp runt sekelskiftet 1800 i anslutning till socialismen: statssocialism, kristen socialism samt anarkism och dess nära släkting syndikalismen. Det gemensamma är betoningen av sociala frågor och arbetarklassens villkor. De flesta socialister förespråkade bland annat egendomsgemenskap som lösning av de sociala problemen; vissa såg det rentav som den oundvikliga konsekvensen av historiens lagar.

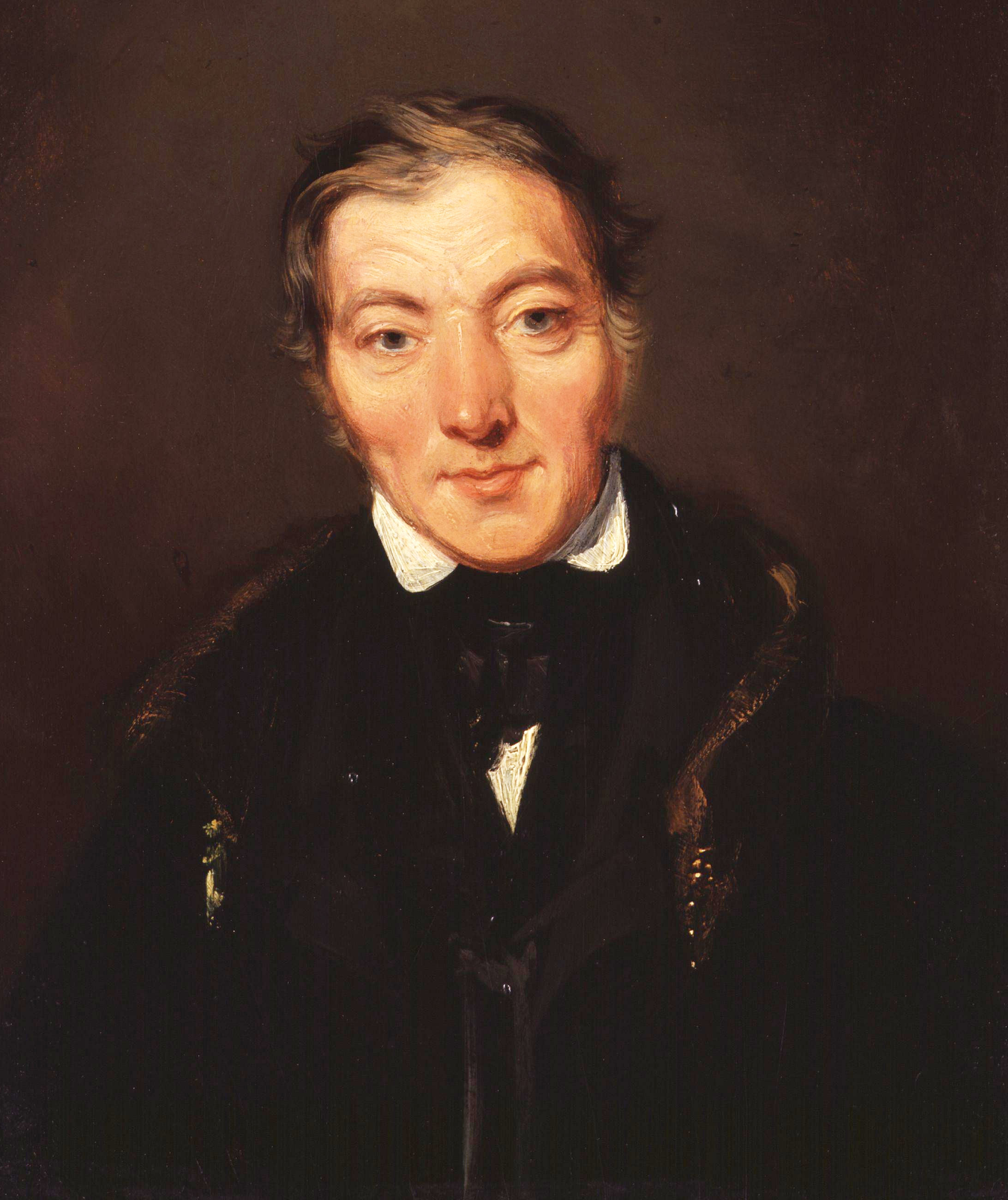
Robert Owen

### Robert Owen
Robert Owen var socialist och införde åttatimmarsdagen och mänskliga villkor i sin bomullsfabrik i New Lanark, Skottland. Många barn från barnhem sattes i arbete i fabriker vid denna tid. Owen öppnade den första skolan för barn i Storbritannien. Skolan betonade utveckling av barnens karaktär och hade dans och musik på schemat. Vidare öppnade han affärer för arbetarna med låga priser och övervakade försäljning av alkohol.

### Karl Marx
Huvudartikel: Det här stycket är ett modifierat och utökat utdrag ur artikeln Karl Marx
Att 1800 och 1900-tals marxismen minst delvis konstituerar en förvrängning av Marx tankegods är en hyfsat etablerad åsikt. Som även får stöd i att det förekom att redaktörer i sovjet stack till ord här och där i texterna, och höll på exempelvis Den tyska ideologin. Men att försöka skilja Marx tankegods från 1800 och 1900-tals marxismen är minst sagt komplicerat. Marx sa själv tidigt angående en grupp franska "marxister" under 1870-talet, att "ce qu'il y a de certain c'est que moi, je ne suis pas Marxiste” (översättning: “vad som är säkert är att jag själv inte är en marxist”).

Ett par anmärkningar kan dock göras.

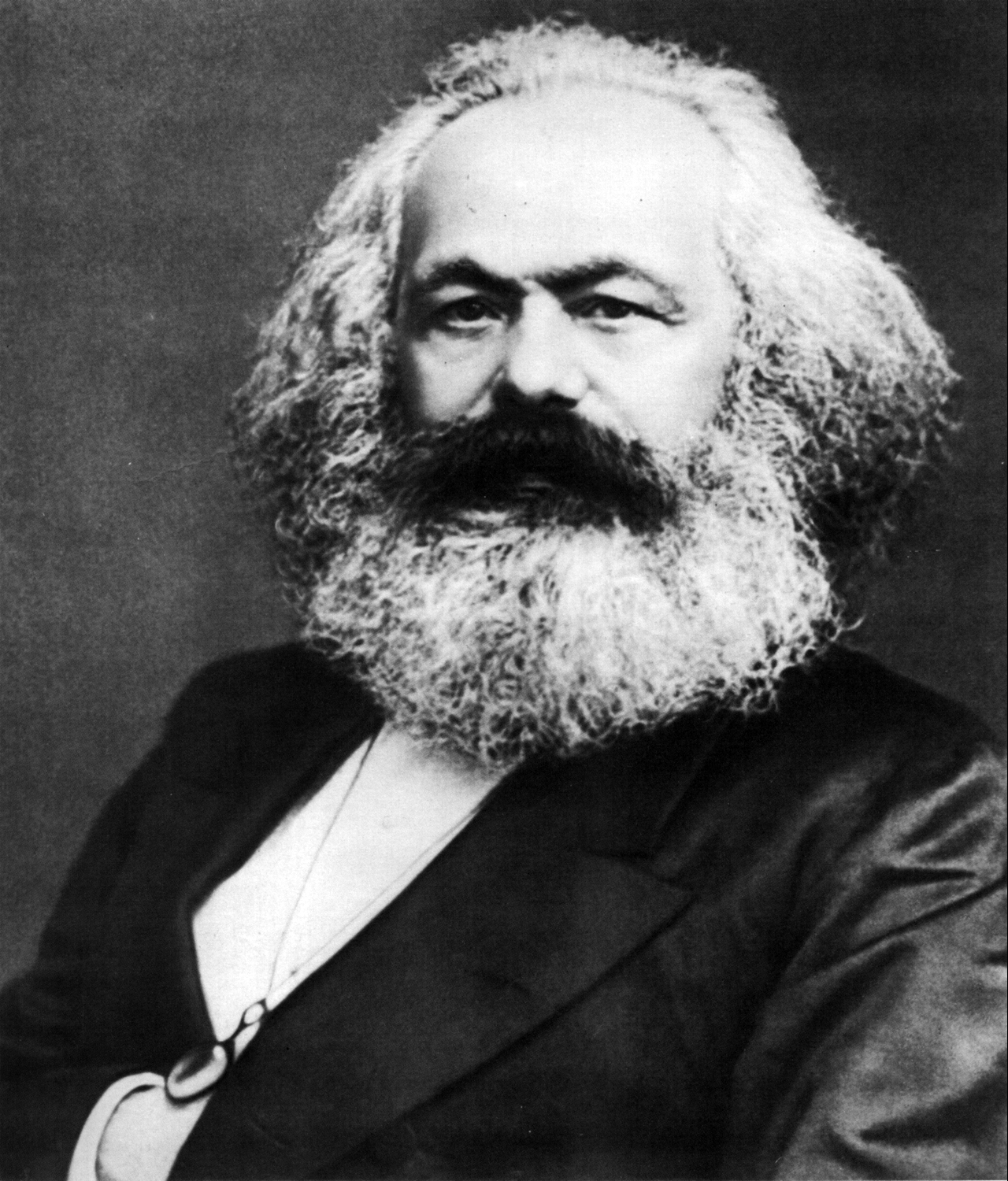
Karl Marx.

Marx ekonomikritik levereras med många litterära referenser som den intresserade läsaren bör lägga en del energi på, och är därför inte helt lättläst. Delar av Marx ekonomikritik har dock fristående använts som lösryckta "teorier" (exempelvis arbetsvärdesläran, se marxistisk ekonomi). Det finns dock lite som tyder på att Marx skulle ämnat skapa någon ekonomisk teoribildning som skulle tävla med exempelvis Ricardos eller Smiths, utan snarare handlar Marx "ekonomiska" verk om kapitalismens historiskt specifika karaktär som produktionssätt(ungefär socialt system).
Marx hade tillit till att produktivkrafternas utveckling skulle frigöra människorna från tvånget till arbete. Marx menade att kapitalismen är en tilltagande motsägelse i sig, eftersom den förhindrar reduktionen av arbetstiden till ett minimum, medan den å andra sidan använder arbetstiden som rikedomens enda måttstock och källa.
Kapitalismen blir följaktligen över tid allt mindre förmögen att adekvat nyttja abstrakt arbete som måttstock för den samhälleliga reproduktionen, och således minskar det nödvändiga arbetet medan det ökar i form av överflödigt arbete - kapitalismen skapar enligt Marx teoretiserande över tid en allt större utsträckning det onödiga som villkor för det nödvändiga.
Kapitalismen var alltså produktiv, gällande att frambringa vetenskapens och naturens krafter till liv, för att göra skapandet av rikedom i stort oberoende av arbetstiden. Å andra sidan måste kapitalismen för sitt fortbestånd, mäta aktiviteten genererad av de allt enormare produktivkrafterna, med arbetets måttstock. Således "stängs de in", inom de gränser som krävs för att det redan skapade värdet skall kunna bibehållas som "värde".

### Marxism
Den marxistiska ekonomin tillämpar ett historiskt perspektiv på dagens ekonomiska förhållanden, som man endast ser som tillfälliga. Kapitalismen har enligt marxister både före- och eftergångare. Marxister har nedlagt mycket möda på att visa upp marknadens inneboende motsägelser och motsatsförhållandet mellan produktivkrafter och produktionsförhållanden som slutligen måste utmynna i revolution. Marxismen hade sin storhetstid under slutet av 1800-talet och en stor del av 1900-talet men spelar fortfarande viss roll inom ekonomin.
Centralt för marxismens ekonomiska synsätt är arbetsvärdeteorin. Enligt denna teori, som ursprungligen formulerades av de klassiska ekonomerna, gör gällande att bytesvärdet som alla varor innehar bestäms av mängden mänskligt arbete som är nödvändigt för produktionen av dessa varor. Denna teori gav Marx möjligheten att visa upp utsugningen som enligt honom med nödvändighet förekom under kapitalismen. Arbetaren producerar till ett visst värde och får som betalning för sin arbetskraft pengar i form av lön. Hela produktens värde ges emellertid inte arbetaren, utan mervärdet behåller arbetsköparen, kapitalisten, själv. Det är detta som gör det möjligt för en icke-arbetande ägande klass att försörja sig på arbetarklassens arbete.
Enligt Marx innehöll kapitalismen inte bara motsägelser utan även oundvikliga, återkommande kriser. Marx formulerade ingen färdig kristeori men tar framför allt upp två tendenser till kriser i Kapitalet, profitkvotens tendentiella fall samt över-  eller underkonsumtionskriser. Överproduktionskriser kom sig av att produktionen förr eller senare överstiger efterfrågan. Detta leder till varuöverskott och efterföljande massavsked av arbetare och företagskonkurser. Kriserna har sin materiella grund i förnyelsen av fast realkapital, det vill säga maskiner och redskap. Profitkvotens tendentiella fall har sin uppkomst i Marx värdeteori. Då endast arbete skapar värden leder nyinvestering i till exempel maskiner och redskap (om investering i arbetskraft antas konstant) till en minskad profitkvot och därmed mindre vinst på aggregerad nivå. Kriserna är oundvikliga och innehåller även möjligheten till att kapitalismen slutligen kan avskaffas. Det är under en av dessa kapitalismens återkommande kriser som arbetarklassen kommer att göra revolution och ta över ägandet av produktionsmedlen som dittills varit koncentrerade till den borgerliga klassen.

### Anarkistiska skolor
Ett marknadssocialistiskt alternativ till den marxistiska ekonomin är mutualismen. De flesta av förespråkarna av denna ekonomiska blandform är individualanarkister och motsätter sig både kapitalismen och staten. Fransmannen Pierre-Joseph Proudhon räknas ibland som mutualismens grundare. Proudhon kritiserade men motsatte sig inte, till skillnad från andra socialister, privat ägande och marknadsekonomi. Däremot ville han se radikala förändringar av den sortens marknadsekonomi som han såg omkring sig. Han ville upphäva så kallad "arbetslös inkomst", det vill säga inkomst som inte grundas i nedlagt arbete, exempelvis genom penningutlåningens ränta. I själva utbytet av varor såg han emellertid en viktig frihet som inte fick inskränkas. Han menade att om man avskaffade institutioner som exempelvis räntan skulle marknadsekonomin bli rättvisare och vara alla till gagn, ömsesidigt (mutualistiskt) nyttig.

## Sent 1800-tal och tidigt 1900-tal

### Den historiska skolan
Den historiska skolan var en riktning inom nationalekonomin som utvecklades främst i Tyskland under 1800-talet. Den tillhörde 1800-talets allmänt romantiska tankeströmning och mer specifikt historismen. Man betonade helhetsperspektiv istället för individualistiska synsätt och favoriserade den induktiva metoden framför den deduktiva.
Den historiska skolan är inte en enbart ekonomisk företeelse. Den betecknar i första hand en rättsvetenskaplig riktning med Friedrich Karl von Savigny som främsta gestalt. Man avvisade inom denna riktning naturrättsläran till förmån för nationens rättsarv betydelse. Förutom romantikens filosofi spelade även Hegels historiefilosofi, om dessa kan åtskiljas, en viktig roll för skolans teoretiker. Man hade två huvudsakliga motståndare, den engelska liberalismen och socialismen.
Man skiljer ofta mellan den äldre- och den yngre historiska skolan. Den äldre representeras främst av Wilhelm Roscher, Bruno Hildebrand och Karl Knies. Dessa tre professorer såg på nationalekonomin som en gren av statsvetenskapen och hade själva sin bakgrund i historievetenskapen. De såg över huvud taget inte nationalekonomin som en disciplin där deduktivt tänkande var lämpligt, utan drog slutsatser från historiska fakta, vilket gav det nyfödda ämnet ekonomisk historia ett uppsving. En av representanterna för den äldre historiska skolan, Knies, lanserade ett alternativ till arbetsvärdeteorin, nämligen bruksvärdeteorin. Den yngre historiska skolans representanter kallades ofta "katedersocialister" och dess mest betydelsefulla företrädare var Adolph Wagner, Karl Bücher och Gustav von Schmoller. De två generationerna skiljer sig åt främst kronologiskt.

### Neoklassikerna
Neoklassisk nationalekonomi är en teoribildning inom nationalekonomi vars genombrott traditionellt anges ha ägt rum runt 1870, och som sedan dess har dominerat nationalekonomin. Den kallas ibland även marginalism på grund av de marginalistiska resonemangens centrala betydelse. Med neoklassisk nationalekonomi åsyftas ett allmänt samhällsekonomiskt synsätt som fokuserar på fastställandet av priser, produktion och inkomster i marknader genom utbud och efterfrågan. Med andra ord: det som avgör vad som ska produceras är marginalintäkten, det som avgör vad konsumenten köper är marginalnyttan, det som avgör huruvida det enskilda företaget ska anställa är marginalprodukten och så vidare. Alla aktörer på den fria marknaden tänks agera generellt för att maximera sin egen nytta, vilket medför att nationalekonomin närmar sig naturvetenskapens matematiska tillvägagångssätt snarare än humanisternas metoder. Detta fokus på mikroekonomiska frågor utgör en kontrast till den klassiska skolan; likaså skiljde sig tidig neoklassisk analys från den klassiska i det att man istället för produktionskostnaden ställer konsumtionen och efterfrågan i centrum i värdeteorin. Några av de mest framträdande pionjärerna inom den neoklassiska skolan var engelsmannen Stanley Jevons, österrikaren Carl Menger och fransmannen Léon Walras. Själva termen "neoklassisk" tillskrivs Thorstein Veblen, även om han använde den på ett annorlunda sätt. Dess moderna betydelse fick den under 1940-50-talet.
Neoklassikerna skiljer sig vidare från exempelvis den historiska skolan och institutionalisterna i det att neoklassikerna lägger en avgörande vikt vid prisbildningens roll vad gäller att styra resurser i form av arbete, kapital och jord till lämpliga användningsområden; medan de andra skolorna lägger mer vikt vid tradition, makt och regler bakom resursallokering och prisbildning. Den skarpa åtskillnaden mellan politisk-ekonomiska rekommendationer och neutral analys var även det ett karaktäristiskt drag, något som skedde samtidigt som den engelska termen för nationalekonomi byttes från "political economy" till "economics". En milstolpe i den neoklassiska traditionen var publicerandet av Paul Samuelsons verk Foundations of Economic Analysis 1947.
En rad förklaringar har lagts fram för varför neoklassicismen slog igenom. En del marxister har hävdat att det var borgarklassens svar på marxismen, vilket har blivit kritiserat med att det inte stämmer tidsmässigt, då flera av de avgörande neoklassiska verken utkom innan Marx Kapitalet tryckts och spridits. En annan förklaring går ut på att skolan hänger samman med en mer allmän idéströmning under 1800-talet, då hedonismen var en populär teori. Ytterligare förklaringar har pekat på såväl intellektuell utveckling (den klassiska arbetsvärdeläran blev allt mer kritiserad) som institutionella förändringar i ekonomin (den konsumerande individen sätts i centrum i samband med att ekonomins organisation och institutioner radikalt förändras jämfört med Smiths och Ricardos tid; konsumenten är bland annat mer skild från produktionen).

### Institutionalism
Institutionalismen växte fram som en reaktion mot neoklassisk ekonomi och dess försök att isolera ekonomin i vad man såg som ett slutet system i föga kontakt med verkligheten, och samhället som helhet. Istället måste man studera samhället som helhet och dess totala institutioner för att begripa ekonomin. Föregångare inom denna skola var Thorstein Veblen och dess företrädare var och är oftast amerikaner. Bland mer moderna institutionalister kan nämnas John Kenneth Galbraith, Herbert Simon och den senare Gunnar Myrdal.

## Fram till mitten av 1900-talet

### Stockholmsskolan
Stockholmsskolan är en benämning på en krets nationalekonomer verksamma under 1930-talet och några årtionden fram. Gemensamt för dessa ekonomer var att de var influerade av John Maynard Keynes och Knut Wicksell, hade ett nära samarbete och utbytte idéer. Ideologiskt sett var det dock inte en enhetlig grupp då det fanns företrädare för de flesta ideologier, och så förekom en del konstruktiv kritik inom gruppen. Ledande namn var Gunnar Myrdal, Bertil Ohlin och Erik Lindahl, men till gruppen brukar även Dag Hammarskjöld, Alf Johansson, Erik Lundberg och Ingvar Svennilson räknas, fastän dessas insatser för eftervärlden varit av varierande intresse.

### Keynesianismen

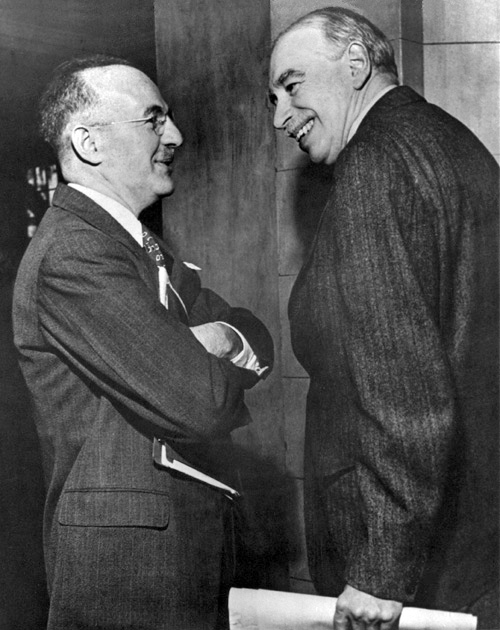
John Maynard Keynes (höger) med sin amerikanska kollega Harry Dexter White vid Bretton Woods-konferensen.

John Maynard Keynes (1883-1946) föddes i Cambridge, utbildades vid Eton och fick handledning av både A. C. Pigou och Alfred Marshall vid Cambridge University. Han inledde sin karriär som föreläsare, innan han började arbeta för den brittiska regeringen under första världskriget, och han reste som den brittiska regeringens ekonomiska representant till Versailleskonferensen. Hans observationer publicerades i boken The Economic Consequences of the Peace (1919) där han upprört skrev om USA:s misslyckande i att följa de fjorton punkterna. och känslan av hämndlystenhet som rådde gentemot Tyskland. Keynes lämnade konferensen och argumenterade för—genom att använda omfattande ekonomiska data som han fick tillgång till under konferensen—att om segrarna i kriget tvingade axelmakterna att betala för reparationerna som behövdes efter kriget, så skulle en världsvid ekonomisk kris bryta ut, och leda till ännu ett världskrig. Keynes avslutade sin text med att, för det första, förespråka en reducering av Tysklands betalningskrav till en realistisk och hanterbar nivå, utökad mellanstatlig kontroll av den kontinentala kolproduktionen och en fri fackförening genom Nationernas förbund; för det andra ett sätt att avskriva skulderna mellan de allierade staterna; för det tredje en fullständig reform av internationell valutaväxling och en internationell lånefond; och för det fjärde, försoning i handelsrelationerna till Ryssland och Östeuropa.
Boken gjorde succé, och även om den kritiserades för falska förutsägelser av en rad personer, så visade sig de huvudsakliga förutsägelserna stämma väl med vad som hände i och med den stora depressionen som inleddes 1929, och utbrytandet av ett nytt världskrig 1939. Första världskriget hade varit "kriget som skulle få slut på alla krig", och det fullständiga misslyckandet med fredsprocessen skapade en ännu större vilja att inte upprepa samma misstag. I och med fascismens nederlag så hölls Bretton Woods-konferensen för att etablera en ny ekonomisk era. Kenyes spelade återigen en nyckelroll.
Keynesianismen innehåller bland annat idéer om hur en regering kan dämpa konjunktursvängningar genom att styra den aggregerade efterfrågan. Efter andra världskriget accepterades teorin i många europeiska länder, bland annat Sverige, och kom att påverka deras ekonomiska politik. Keynesianismen kritiserades på sin tid av bland annat Friedrich August von Hayek.

### Österrikiska skolan

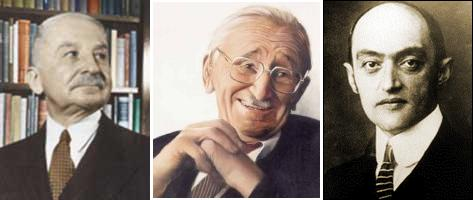
Joseph Schumpeter var tillsammans med Ludwig von Mises och Friedrich von Hayek några av de främsta ekonomerna från österrikiska skolan.

Den österrikiska skolan är en känd skola inom ekonomisk teori och tänkande som stiftades av de österrikiska ekonomerna Carl Menger, Eugen von Böhm-Bawerk och Friedrich von Wieser. Andra kända ekonomer från den österrikiska skolan är Friedrich von Hayek, Ludwig von Mises, Joseph Schumpeter och Murray Rothbard.

#### Joseph Schumpeter
Joseph Alois Schumpeter (1883–1950) var en av de främsta företrädarna för den österrikiska skolan. Han är kanske främst känd för sitt arbete om konjunkturer och innovationer. Han insisterade särskilt på entreprenörens roll i ekonomin, som enligt honom hade förbisetts av tidigare ekonomer. I Business Cycles: A theoretical, historical and statistical analysis of the Capitalist process förenade han tidigare teorier om konjunkturer. Han ansåg att kapitalismen av nödvändighet går igenom långa cykler på grund av dess beroende av innovationer: en vetenskaplig innovation blir en innovation då den marknadsförs av entreprenörer. Dessa innovationer kan ta sig två olika uttryck: nya produkter eller nya produktionssätt. På grund av dessa innovationer är en expansionsfas i ekonomin möjlig, då de medför produktivitetstillskott och uppmuntrar entreprenörer att investera och utveckla ytterligare innovationer. Detta beror på att det råder en hög efterfrågan på nya produkter hos hushållen. Denna fas är emellertid övergående; när investeringsmöjligheterna försvagas går ekonomin in i en recessiv fas. Under denna fas ökar arbetslösheten och företag går i konkurs. Denna fas varar till dess att nya innovationer medför en process av kreativ förstörelse, det vill säga en förstörelse av gamla produkter, ökad arbetslöshet, men samtidigt ett möjliggörande för en nya tillväxtfas, baserad på nya produkter och produktionsfaktorer. Schumpeter hävdade i Capitalism, Socialism and Democracy att kapitalismen medför att antikapitalistiska värden frodas, särskilt bland intellektuella, som slutligen leder till dess egen kollaps.

## Efter andra världskriget, globalisering
Globalisering är ingen ny företeelse. Romarriket sträckte sig över hela den kända världen från Roms horisont. Tusen år efter Romarrikets fall reste Marco Polo till Kina och Sidenvägen etablerades. Globalisering utvecklades med transportmöjligheterna. Efter andra världskriget utvecklades flygtransporter och sjötransporter kraftigt. Hela världen knöts samman och politik, ekonomi och kultur började likriktas.

### Chicagoskolan
Chicagoskolan är en forskningsinriktning inom nationalekonomin som uppstod på University of Chicago på 1940-talet. Skolan karaktäriseras av ett motstånd mot statlig inblandning i ekonomin, en positivistisk metodologi och den monetaristiska synen på pengar. Ledande företrädare har varit Milton Friedman.

### Monetarismen
Monetarism är en makroekonomisk teori som fått sitt namn av att den fäster stor vikt vid det monetära, dvs penningmängdens betydelse i ett samhälle. Det centrala i monetarismen är inflationsbekämpning och man menar att det främsta verktyget mot inflation är reglering av penningmängden.
Monetarismen säger också att det i ekonomin alltid finns en viss strukturell arbetslöshet på grund av att människor byter jobb med mera. Monetarister talar om att all arbetslöshet är frivillig, då det egentligen finns jobb åt alla men på grund av avstånd, lön, uppgifter och annat så väljer man att söka vidare, så kallad sökarbetslöshet. På lång sikt kan staten inte påverka arbetslösheten och på kort sikt är arbetslösheten förväntansberoende. Det innebär att rationella förväntningar kan neutralisera effekter av stabiliseringspolitik även på kort sikt.

### Small is beautiful
Small is beautiful är en kritik av västerländsk ekonomi utformad av E F Schumacher, publicerad 1973. Utvecklingsländer och andra kulturer kan ha andra ekonomiska system, till exempel buddhistisk ekonomi. Därför kan globalisering av ekonomin förstöra andra kulturer. Schumacher är också kritisk till att konsumtion av naturresurser behandlas som en inkomst och inte som kapital som förbrukas. Den moderna ekonomin är inte hållbar.

### Nyliberalismen
Nyliberalism är en politisk ideologi som växte fram på 1970-talet och vann gehör hos nationalekonomer och politiker på 1980-talet. Milton Friedman var ekonomisk rådgivare åt President Ronald Reagan och Margaret Thatcher anammade också denna ekonomiska doktrin. Statens roll bör begränsas, företag privatiseras, den offentliga sektorn bör minska och skatterna lägre.

## Efter efterkrigstiden

### Kroniska risker med nyliberalismen
På senare år olika tänkare belyst problemen med nyliberalismen och liknande teorier som fått styra den ekonomiska agendan i västvärlden, i många fall sedan andra världskriget. Nedan listas ett antal av dessa problem:

#### Global uppvärmning
- Extremväder, orkaner, skyfall, torka.[65]
- Stigande havsnivåer.[66]
- Smältande galciärer, svår färskvattenbrist.[67]

#### Biologisk mångfald
- Trakthyggesbruk minskar biologisk mångfald.[68]
- Industriellt jordbruk utarmar mark.[68]
- Överfiske. Världshavens hälsa är en förutsättning för människans framtid på jorden.[69]

#### Demokratiskt underskott
EU har anklagats för demokratiskt underskott vilket påverkar legitimiteten negativt.

### Hållbar utveckling

Tre hållbarhetsdimensioner.

Begreppet Hållbar utveckling blev allmänt känt efter Brundtlandrapportens publicering 1987. Det innebär: En hållbar utveckling är en utveckling som tillfredsställer dagens behov utan att äventyra kommande generationers möjligheter att tillfredsställa sina behov. Två år senare grundade cancerläkaren Karl-Henrik Robèrt Det Naturliga Steget. Där beskrivs fyra systemvillkor som måste uppfyllas för att nå en hållbar utveckling.
Efter Riokonferensen 1992 tog Maurice Strong och Michail Gorbatjov fram Earth Charter, en deklaration för att bygga en rättvis, hållbar och fredlig framtid. Övergripande principer: 
1. Respektera och värna biologisk mångfald
2. Ekologisk hållbarhet
3. Social och ekonomisk rättvisa
4. Demokrati, icke-våld och fred

### Agenda för en ny ekonomi
David Kortens bok Agenda för en ny ekonomi publicerades 2010. Den handlar om att skapa ”verklig rikedom utifrån verkliga resurser för att möta verkliga behov”. En agenda med syfte att ställa om till en ny ekonomi, lokalt förankrad och skapa ett bättre liv för alla, snarare än att maximera vinster. Hållbar utveckling har tre dimensioner: ekonomi innesluts i den sociala delen och sociala delen innesluts i den ekologiska delen.

#### Ekonomiska delen
- Ekologisk ekonomi, grundades av Herman Daly med flera. Ändamålet är att belysa relationen mellan ekonomi och miljö samt utforma en etik för ekonomiska system.[73]
- Cirkulär ekonomi har börjat användas i företag och samhälle i stället för linjära processer. Tim Jackson, professor i Hållbar utveckling har skrivit boken Välfärd utan tillväxt och menar att detta blir nödvändigt på en begränsad planet.[74]

#### Sociala delen
- Elinor Ostrom har forskat om gemensamt ägande och hur det kan bli hållbart. Med samarbete kan gemensamma resurser förvaltas utan statlig reglering.[75]
- Ekonomisk tillväxt hotar hållbar utveckling skriver Christer Sanne. Om vi arbetar mindre (kortare arbetstid) får vi ett lugnare tempo och mindre pengar för onödig konsumtion, vilket skulle minska CO2 utsläpp och vara bra för klimatet.[76]
- Kampen mot ojämlikhet är en förutsättning för att lösa planetens stora utmaningar, hävdar Thomas Piketty.[77]

#### Ekologiska delen
- Permanent agriculture, (hållbart jordbruk) är ett planeringssystem utvecklat av Bill Mollison. Genom att ersätta monokultur med polykultur kan konstgödsel och bekämpningsmedel undvikas. Med smart planering av samhällen kan resursförbrukning minimeras.[78]

- Doughnut (ekonomisk modell) av Kate Raworth är en modell för att mäta hur människors behov kan tillgodoses utan att överskrida planetens gränser.

### Green New Deal
Demokraterna i USA tog fram en Green New Deal 2019 för att kunna hantera dagens tre stora utmaningar, klimat, pandemi och invandring. EU föreslog samma år En grön ny giv med en färdplan av åtgärder.
Färdplanen behandlar bland annat
- att främja ett effektivt utnyttjande av resurser
- att återställa förlorad biologisk mångfald och minska föroreningarna.

## Tidiga 2000-talsteorier
Finanskrisen 2007–2008 skapades i den amerikanska ränte- och bostadsmarknaden och spred sig i hela det finansiella systemet i världen. Kritiker menar att det är Chicagoskolan som ligger bakom de senaste årtiondenas ekonomiska krascher. Klimatforskarna Anderson och Larkin vid Tyndall Center hävdar att den globala konsumtionen och användning av fossil energi har ökat så snabbt att BNP-ökningar i industriländerna måste upphöra. 

### Faktaunderlag (år 2010)
Några basfakta redovisade av ekonomen Peter Wolfhagen:
- Jordens befolkning ökar med 90-100 miljoner människor varje år.
- 20 procent av befolkningen lever i djup fattigdom, 10 procent svälter och 25 procent saknar rent vatten.
- 50 procent av världens totala inkomster går till militär verksamhet.
- 30 procent av människor i arbetsför ålder saknar arbete.

Detta kan inte den nyliberala globala ekonomin hantera. Om inget görs kommer flertalets länders ekonomier att kollapsa.

### Förslag till lösningar
FN:s generalsekreterare Guterres har fastslagit att återuppbyggnaden efter coronakrisen måste leda till en ny världsekonomi. Detta borde enligt honom vara ekonomi som levererar alla de Globala målen, i syfte att bygga en starkare hållbar värld som kan stå emot framtida katastrofer.
Ett ekonomiskt system som gynnar biologisk mångfald och bromsar den global uppvärmning borde enligt Guterres införas omgående. Ekologiskt jordbruk binder koldioxid och är på sikt mer produktivt och därmed ökar förutsättning för att föda världens befolkning. Bevara regnskogar och sluta med kalhyggen är då nödvändigt för att bromsa den global uppvärmning och gynnar även biologisk mångfald.